# Le Grand Écho du Nord
Le Grand Écho du Nord est un quotidien régional du Nord de la France.  
Il est fondé en 1819 par l’imprimeur Vincent Leleux sous le titre L’Écho du Nord, il disparaît après la Libération en 1945.  
Il est repris par La Voix du Nord dans les mêmes locaux avec les mêmes presses et le même personnel. 

## Historique

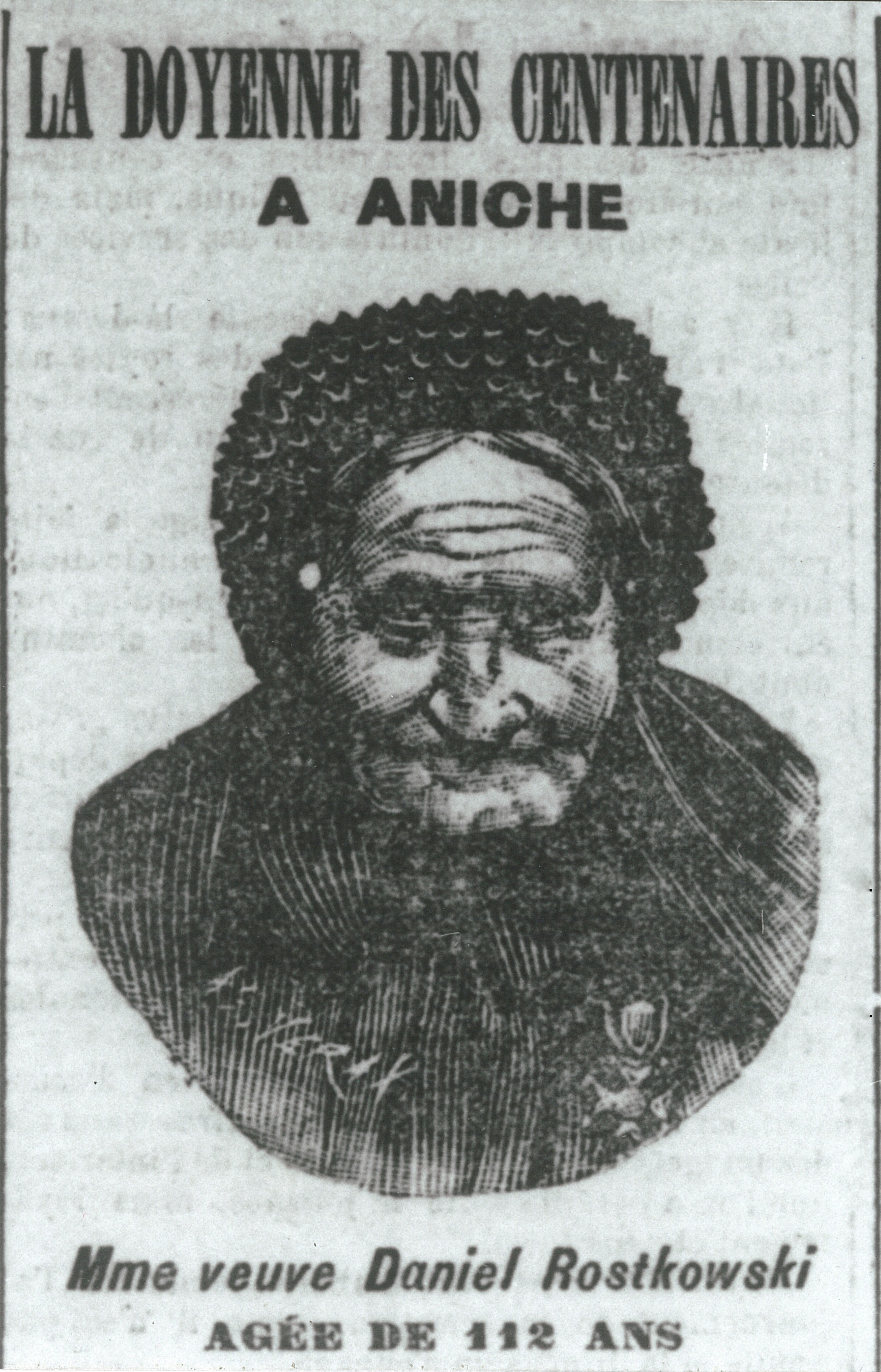
Portrait de Joséphine Rostkowska paru à la une dans Le Grand Écho du Nord, daté du 2 décembre 1895. Coll. Bibliothèque municipale de Lille.

L'Écho du Nord est fondé en 1819 par Vincent-Jacques-Joseph Leleux, imprimeur à Lille. Le premier numéro est publié le 15 août 1819. Défenseur des principes libéraux, il s'oppose à la presse royaliste, représentée en particulier par la Quotidienne de Lille. En 1822, le journal est suspendu et Leleux emprisonné. Il est de nouveau poursuivi en 1828-1830 et en 1847. 
Après la proclamation de la République, la liberté de la presse est plus effective mais le journal s'oppose alors au Messager du Nord, représentant de la démocratie radicale. Après le coup d'État de décembre 1851, le journal est de nouveau suspendu et son rédacteur en chef, Léon Gramain, emprisonné. Le journal est autorisé à reparaître en 1852, date à laquelle Alexandre Leleux, gérant depuis 1836, prend la succession de son père comme rédacteur en chef et propriétaire du journal. 
Le 27 février 1907, Le Grand Écho publie ses premières photographies : des vues de Douai. 
Durant la Première Guerre mondiale, le journal est réquisitionné par l'occupant et ce n'est plus Le Grand Écho du Nord qui est publié, mais le Liller Kriegszeitung ([Journal de guerre lillois]).
Après-guerre, le journal accueille Wiarus Polski, un quotidien polonais imprimé à Lille au siège du Grand Écho du Nord, dont le premier numéro en France sort le 1er juillet 1924. Un autre quotidien en polonais, Narodowiec, publié à Lens, lui fait aussi de la concurrence, mais le tirage du Grand Écho du Nord continue à progresser.
Le 9 juillet 1935, commencent sur la grand-place de Lille, les travaux de construction de l'immeuble du journal. Le bâtiment, achevé en mai 1937, sera ensuite repris, et toujours occupé actuellement, par La Voix du Nord. Le journal était proche des milieux industriels régionaux, et son patron une personnalité régionale d’importance avant 1939.
Conformément aux dispositions voulues et décidées par le gouvernement provisoire de 1944, la presse a été transmise aux groupes résistants lorsqu'elle avait collaboré. Cela se traduit par six nouveaux quotidiens dans la région et des procès contre les anciens. Le Grand Écho ayant collaboré avec l’Allemagne nazie pendant la Seconde Guerre mondiale, ses dirigeants ont été jugés à la Libération. Les locaux et l’imprimerie, installés sur la Grand'Place de Lille, ont été repris par La Voix du Nord. En outre, comme cela s’est produit ailleurs en France, les effectifs ont également été repris. Les anciens journalistes et cadres du Grand Écho ont donc repris le travail dans ce qui avait été le quotidien de la Résistance.
Le directeur du Journal de Roubaix sera lui condamné par la justice en 1946 à deux ans de prison et son éditorialiste à cinq ans de prison. Charles Tardieu, qui sur demande de l’Allemagne avait été nommé au Grand Écho est condamné aux travaux forcés à perpétuité et l’indignité nationale.
Dès le lendemain de la Libération, Nord Matin (socialiste) et Liberté (communiste), avec André Pierrard comme rédacteur en chef,  réclament une « justice impitoyable » et parlent des « Nazis du Grand Écho » ou de « Kollaborateurs du Journal de Roubaix ». En septembre 1945, le quotidien communiste estime que la direction de Nord Éclair est en fait dominée par d’anciens adjoints, sous l'Occupation, du directeur du Journal de Roubaix, en s'appuyant comme Nord Matin sur deux lettres de l'actionnaire révélant que la nouvelle formule apparue à la Libération avait été préparée, moins d'un an et demi plus tôt, par une équipe recrutée par lui-même, à partir de novembre 1943.
Une répartition des quotidiens régionaux a été de fait organisée entre les différentes tendances politiques impliquées dans la Résistance. Le Journal de Roubaix a été attribué à la mouvance MRP (Mouvement Républicain Populaire, de tendance centre droit). Le Réveil du Nord devenait Nord Matin attribué au parti Socialiste et L'Écho du Nord était repris sous le titre La Voix du Nord pour le compte des Gaullistes. Liberté (PC) et La Croix du Nord n'ayant pas été compromis dans la collaboration continueront à paraître en gardant le même titre.

## Pour approfondir

#### Bases de données, dictionnaires et encyclopédies
- Sites officiels : bm-lille.fr/patrimoine/doc/SYRACUSE/67429 et gallica.bnf.fr/ark:/12148/cb32762304s/date
- Notices d'autorité :   - BnF (données)